# Katsuya Tomita
Katsuya Tomita (富田克也, Tomita Katsuya), né à Kōfu le 18 avril 1972, est un réalisateur et scénariste japonais.

## Biographie
Fils d'un fonctionnaire et d'une femme au foyer, Katsuya Tomita a interrompu ses études en 2001 pour créer le collectif Kazoku avec deux autres réalisateurs,Toranosuke Aizawa (ja) et Yoshiko Takano.
Il enchaine divers petits boulots, comme ouvrier dans le bâtiment ou comme chauffeur routier afin de financer son premier film Above the Clouds (2003) qu'il tourne en 8 mm sur trois ans le weekend avec des amis,. Grâce à un prix obtenu par le film, il tourne Off Highway 20 (2007) en 16 mm.
En 2008, Katsuya Tomita se lance dans le projet Saudade tourné dans sa ville natale de Kōfu. Le film est financé grâce aux souscriptions de ses habitants et prend un an et demi pour sa réalisation. Il est présenté au Festival international du film de Locarno 2011 puis au Festival des trois continents 2011 où il remporte la Montgolfière d'or du meilleur film. Son film suivant Bangkok Nites, sur le post-colonialisme, est tourné en Thaïlande et au Laos avec des locaux,. Il est présenté au Festival international du film de Locarno 2016.
Tenzo sorti en 2019 est un documentaire d'une heure, il est présenté en séance spéciale lors de la 58e Semaine de la Critique au festival de Cannes, et sélectionné lors du festival du cinéma japonais contemporain Kinotayo.
Aux côtés de Kōji Fukada et Ryūsuke Hamaguchi, Katsuya Tomita incarne une nouvelle génération de cinéastes japonais.

## Filmographie
- 2003 : Above the Clouds (雲の上, Kumo no ue?)[15]
- 2007 : Off Highway 20 (国道20号線, Kokudo 20gosen?)
- 2011 : Saudade (サウダーヂ, Saudādji?)
- 2016 : Bangkok Nites (バンコクナイツ, Bankoku naitsu?)
- 2019 : Tenzo (典座?) (documentaire)[16],[7],[17]

## Distinctions

### Récompenses
- 2011 : Prix Mainichi du meilleur réalisateur pour Saudade[18]
- 2011 : Montgolfière d'or au Festival des trois continents 2011 pour Saudade[10]

### Sélections
- 2011 : Saudade est présenté en compétition au Festival international du film de Locarno
- 2016 : Bangkok Nites est présenté en compétition au Festival international du film de Locarno
- 2016 : Bangkok Nites est présenté en compétition au Festival des trois continents[19]